# Cortodera nitidipennis
Cortodera nitidipennis là một loài bọ cánh cứng trong họ Cerambycidae.